# Liste der höchsten Bauwerke in Hamburg
Die Liste der höchsten Bauwerke in Hamburg enthält alle Bauwerke (etwa Kirchengebäude, Kamine oder Funktürme), die in Hamburg stehen oder standen und eine Höhe von 75 Metern erreichen.
| Name                                                                        | Typ | Baujahr | Höhe     | Koordinaten                      | Bemerkungen |
| --------------------------------------------------------------------------- | --- | ------- | -------- | -------------------------------- | --- |
| UKW-Sendemast Hamburg-Billwerder                                            | abgespannter Stahlrohrmast | 1960    | 304,00 m | 53° 31′ 9,2″ N, 10° 6′ 10,2″ O   | |
| Heinrich-Hertz-Turm                                                         | Sendeturm (Stahlbeton) | 1968    | 279,80 m | 53° 33′ 47,3″ N, 9° 58′ 32,9″ O  | |
| Kamin Gaskraftwerk Moorburg                                                 | Kamin | 1974    | 256,00 m | 53° 29′ 25,4″ N, 9° 57′ 0,8″ O   | Bestandteil eines 2001 stillgelegten Gaskraftwerks, am 24. April 2004 gesprengt, wobei es Komplikationen gab |
| Sendemast Hamburg-Rahlstedt                                                 | abgespannter Stahlfachwerkmast | 2010    | 250,00 m | 53° 37′ 32,8″ N, 10° 11′ 46,1″ O | |
| Nordex N117/3000 PH141 Windenergieanlage Köhlbrandhöft                      | Windenergieanlage | 2014    | 199,50 m | 53° 31′ 57,5″ N, 9° 56′ 34,3″ O  | WEA mit Fertigteil-Hybridturm und 141 m Nabenhöhe, Rotordurchmesser 117 m |
| Enercon E-126 Windkraftanlagen Altenwerder                                  | Windkraftanlage |         | 198,50 m | 53° 30′ 28,8″ N, 9° 54′ 57,3″ O  | Zahl: 2 Nabenhöhe: 135 m, Rotordurchmesser: 126 m, Leistung: 6000 kW |
| Lang- und Mittelwellensendemast Hamburg-Billwerder                          | abgespannter Stahlrohrmast | 1950    | 198,00 m | 53° 31′ 10,3″ N, 10° 6′ 15,2″ O  | Gegen Erde isolierter Stahlfachwerkmast mit Sendeantenne für UKW und TV auf der Spitze. Erste Sendestation für AM-kompatible Einseitenbandmodulation. In den 1960er Jahren abgebaut und in Kronshagen wieder aufgebaut, am 2. Dezember 2016 gesprengt. |
| Nordex N100 Windkraftanlagen Hamburg-Dradenau                               | Windkraftanlage | 2010    | 190,00 m | 53° 31′ 14,1″ N, 9° 55′ 4,3″ O   | Nabenhöhe: 140 m, Rotordurchmesser: 100 m |
| Mittelwellensendemast Hamburg-Billwerder                                    | abgespannter Stahlrohrmast | 1962    | 189,00 m | 53° 31′ 5,5″ N, 10° 6′ 46″ O     | gegen Erde isoliert, Trennisolator in 101,8 m Höhe, Sendeantenne für 972 kHz |
| Großer Kamin der Tamoil 'Holborn' Oil Raffinerie                            | Kamin |         | 165,00 m | 53° 28′ 56,9″ N, 9° 57′ 8″ O     | |
| Sendemast Hamburg-Rahlstedt (alt)                                           | abgespannter Stahlfachwerkmast |         | 163,00 m | 53° 37′ 32,8″ N, 10° 11′ 46,1″ O | 2010 durch höheren Sendemast ersetzt |
| 150-Meter-Kamin der Aurubis-Werke                                           | Kamin |         | 150,00 m | 53° 30′ 48,5″ N, 10° 2′ 26,2″ O  | |
| REpower 3.4M Windkraftanlage Georgswerder                                   | Windkraftanlage | 2011    | 148,50 m | 53° 30′ 36,6″ N, 10° 1′ 52,7″ O  | Leistung: 3400 kW, Nabenhöhe: 96,5 m, Rotordurchmesser: 104 m |
| Ruine St. Nikolai                                                           | Kirche | 1874    | 147,88 m | 53° 32′ 50,8″ N, 9° 59′ 26,4″ O  | 1943 bei Luftangriff mit Ausnahme des heute noch existenten Turms zerstört |
| Sendeturm Billwerder-Moorfleet                                              | Holzturm | 1934    | 145,00 m | 53° 31′ 10,3″ N, 10° 6′ 15,2″ O  | Holzfachwerkturm, als Träger einer vertikalen Drahtantenne, 1941 auf 84,5 m verkürzt, 1949 komplett abgerissen |
| REPower MD77 Windkraftanlage Hamburg-Georgswerder                           | Windkraftanlage | 2004    | 138,50 m | 53° 30′ 27,7″ N, 10° 1′ 57,5″ O  | Leistung: 1500 kW, Nabenhöhe: 100 m, Rotordurchmesser: 77 m |
| Köhlbrand-Freileitungskreuzung                                              | Freistehender Stahlturm |         | 138,00 m | 53° 31′ 9,2″ N, 9° 56′ 7″ O      | 2 Maste, Bestandteil einer vierkreisigen 110-kV-Freileitungskreuzung des Köhlbrands mit 581 m Spannweite |
| Fernmeldeturm Hamburg-Lohbrügge                                             | Sendeturm (Stahlbeton) |         | 137,50 m | 53° 29′ 58,6″ N, 10° 11′ 26,1″ O | |
| Schornstein des Kohlekraftwerks Moorburg                                    | Schornstein \|\| \|\| style="text-align:right"\| 137,00 m \|\| 53° 29′ 21,1″ N, 9° 56′ 52,5″ O \|\| Schornstein des ab 2007 errichteten Kohlekraftwerk Moorburg. Das Kraftwerk wurde 2021 stillgelegt. Der Schornstein wurde am 10. November 2024 gesprengt |         |          |                                  | |
| Enercon E70 Windkraftanlagen Hohe Schaar                                    | Windkraftanlage | 2000    | 135,00 m | 53° 29′ 32,2″ N, 9° 57′ 22,7″ O  | Zahl: 2 Typ: Enercon E70, Leistung: 1800 kW, Nabenhöhe: 100 m, Rotordurchmesser: 70 m |
| Köhlbrandbrücke                                                             | Brücke | 1974    | 135,00 m | 53° 31′ 18,7″ N, 9° 56′ 19,9″ O  | Schrägseilbrücke, Länge: 3940 m, Hauptspannweite: 325 m |
| Enercon E66 Windkraftanlage Georgswerder                                    | Windkraftanlage | 1998    | 133,00 m | 53° 30′ 24″ N, 10° 2′ 29,5″ O    | Leistung: 1500 kW, Nabenhöhe: 100 m, Rotordurchmesser: 66 m |
| Petrikirche                                                                 | Kirche | 1878    | 133,00 m | 53° 33′ 1,1″ N, 9° 59′ 48,1″ O   | |
| Michaeliskirche                                                             | Kirche | 1762    | 132,00 m | 53° 32′ 54,3″ N, 9° 58′ 43,9″ O  | |
| Hauptkirche St. Jacobi                                                      | Kirche | 1963    | 125,00 m | 53° 33′ 1,3″ N, 10° 0′ 1,7″ O    | 1944 bei Luftangriff zerstört, 1963 wiederhergestellt |
| Reservemittelwellensendemast Hamburg-Billwerder                             | abgespannter Stahlrohrmast | 1963    | 121,00 m | 53° 31′ 15,7″ N, 10° 6′ 20,3″ O  | gegen Erde isoliert, Durchmesser: 0,7 Meter, 1963 von Osterloog nach Hamburg verlegt, am 15. September 2011 durch Sprengung abgerissen |
| Kamin Heizkraftwerk Tiefstack                                               | Kamin |         | 120,00 m | 53° 31′ 33,6″ N, 10° 3′ 51,2″ O  | |
| Containerbrücken Containerterminal Altenwerder                              | Stahlkonstruktion |         | 118,00 m | 53° 30′ 15,8″ N, 9° 56′ 13,1″ O  | 14 Kräne zum Be- und Entladen von Schiffen |
| Katharinenkirche                                                            | Kirche | 1659    | 115,00 m | 53° 32′ 45,4″ N, 9° 59′ 39,9″ O  | |
| Rathaus                                                                     | Gebäude mit Turm | 1897    | 112,00 m | 53° 33′ 1,5″ N, 9° 59′ 32,3″ O   | Markantes Beispiel von deutschen Historismus |
| Elbphilharmonie                                                             | Hochhaus | 2016    | 110,00 m | 53° 32′ 28,6″ N, 9° 59′ 2,5″ O   | |
| 110-Meter-Kamin des Aurubis-Werks                                           | Kamin |         | 110,00 m | 53° 31′ 14,6″ N, 10° 2′ 9,3″ O   | |
| Radisson Blu Hotel Hamburg                                                  | Hochhaus | 1973    | 108,00 m | 53° 33′ 41,3″ N, 9° 59′ 14,9″ O  | Höchstes Hotel in Hamburg |
| Kamin West der H&R Ölwerke Schindler Hamburg                                | Kamin |         | 105,00 m | 53° 30′ 49,6″ N, 9° 57′ 13,1″ O  | |
| Kamin Ost der H&R Ölwerke Schindler Hamburg                                 | Kamin |         | 105,00 m | 53° 30′ 47,4″ N, 9° 57′ 28,6″ O  | |
| Containerbrücken des Containerterminal Burchardkai                          | Stahlkonstruktion |         | 103,15 m | 53° 31′ 49,3″ N, 9° 55′ 12,5″ O  | Kräne zum Be- und Entladen von Schiffen |
| Containerbrücken des Container Terminal Eurogate                            | Stahlkonstruktion |         | 103,15 m | 53° 31′ 35,6″ N, 9° 55′ 18,6″ O  | Kräne zum Be- und Entladen von Schiffen |
| Rundfunksender Hamburg-Lokstedt                                             | Stahlfachwerkturm | 1927    | 103,00 m |                                  | 2 Türme, abgebaut (1934?) |
| Mundsburg Turm I                                                            | Hochhaus | 1973    | 101,40 m | 53° 34′ 14,7″ N, 10° 1′ 38,5″ O  | |
| Block des Kohlekraftwerks Moorburg                                          | Kraftwerksblock \|\| \|\| style="text-align:right"\| 100,00 m \|\| 53° 29′ 21,9″ N, 9° 57′ 1,6″ O \|\|Zwei Kohlekraftwerksblöcke des Kohlekraftwerks Moorburg. Das Kraftwerk wurde ab 2007 errichtet und 2021 stillgelegt.                                  |         |          |                                  | |
| Enercon E58 Windkraftanlage Neuengamme                                      | Windkraftanlage | 2003    | 99,30 m  | 53° 25′ 5,6″ N, 10° 14′ 9,2″ O   | Leistung: 1000 kW, Nabenhöhe: 70 m, Rotordurchmesser: 58,6 m |
| Mundsburg Turm III                                                          | Hochhaus | 1973    | 97,12 m  | 53° 34′ 16,2″ N, 10° 1′ 40,8″ O  | |
| Großer Kamin des SHELL Elbe Mineralölwerk Raffineriezentrum Hamburg-Harburg | Kamin |         | 94,03 m  | 53° 29′ 7,4″ N, 9° 58′ 10,8″ O   | |
| NEG Micon Windkraftanlagen Ochsenwerder                                     | Windkraftanlage | 1997    | 94,00 m  | 53° 27′ 23,7″ N, 10° 5′ 46,1″ O  | Zahl: 5 Typ: NEG Micon, Leistung: 600 kW, Nabenhöhe: 70 m, Rotordurchmesser: 48 m |
| St. Gertrud                                                                 | Kirche | 1886    | 93,00 m  |                                  | Höhe einschließlich Turmkreuz |
| Berliner Tor Center II                                                      | Hochhaus | 2004    | 90,00 m  | 53° 33′ 15,6″ N, 10° 1′ 20,6″ O  | |
| Berliner Tor Center I                                                       | Hochhaus | 2004    | 90,00 m  | 53° 33′ 12,2″ N, 10° 1′ 16,2″ O  | |
| Neue Hauptkirche St. Nikolai                                                | Kirche | 1962    | 89,40 m  | 53° 34′ 7,2″ N, 9° 59′ 24″ O     | |
| REpower 600 Windkraftanlagen Neuland                                        | Windkraftanlage | 2003    | 89,00 m  | 53° 27′ 53,7″ N, 10° 1′ 23,3″ O  | Zahl: 2 Typ: REpower 600, Leistung: 600 kW, Nabenhöhe: 65 m, Rotordurchmesser: 48 m |
| Atlantic-Haus                                                               | Hochhaus | 2006    | 88,00 m  | 53° 32′ 51,3″ N, 9° 58′ 2,5″ O   | |
| Enercon E-44 Windkraftanlagen Francop-Ost                                   | Windkraftanlage | 2001    | 87,00 m  | 53° 30′ 7,3″ N, 9° 52′ 1,5″ O    | Zahl: 3 Typ: Enercon E44, Leistung: 600 kW, Nabenhöhe: 65 m, Rotordurchmesser: 44 m |
| Enercon E44 Windkraftanlagen Neuengamme                                     | Windkraftanlage | 2000    | 87,00 m  | 53° 25′ 13,1″ N, 10° 14′ 14,5″ O | Zahl: 3 Typ: Enercon E44, Leistung: 600 kW, Nabenhöhe: 65 m, Rotordurchmesser: 44 m |
| Enercon E44 Windkraftanlagen Francop-West                                   | Windkraftanlage | 2002    | 86,00 m  | 53° 30′ 7,8″ N, 9° 51′ 2,6″ O    | Zahl: 4 Typ: Enercon E44, Leistung: 600 kW, Nabenhöhe: 64 m, Rotordurchmesser: 44 m |
| Hermes Hochhaus                                                             | Hochhaus | 1981    | 85,60 m  | 53° 33′ 34,2″ N, 9° 54′ 51,7″ O  | Abriss 2022 |
| Enercon E40 Windkraftanlagen Neuland                                        | Windkraftanlage | 1996    | 85,15 m  | 53° 27′ 41,4″ N, 10° 1′ 28″ O    | Zahl: 4 Typ: Enercon E40, Leistung: 500 kW, Nabenhöhe: 65 m, Rotordurchmesser: 40,3 m |
| Geomatikum                                                                  | Hochhaus | 1975    | 85,00 m  | 53° 34′ 5,9″ N, 9° 58′ 26″ O     | |
| Tanzende Türme                                                              | Hochhaus | 2012    | 84,90 m  | 53° 32′ 59″ N, 9° 58′ 5,9″ O     | |
| Ehemaliges Polizeipräsidium am Berliner Tor                                 | Hochhaus | 1962    | 83,45 m  | 53° 33′ 13,6″ N, 10° 1′ 21,5″ O  | |
| Emporio-Hochhaus, vormals Unilever-Haus                                     | Hochhaus | 1964    | 82,00 m  | 53° 33′ 22,3″ N, 9° 59′ 1,4″ O   | |
| Iduna-Hochhaus (Millerntor-Hochhaus) Millerntorplatz 1                      | Hochhaus | 1966    | 78,00 m  |                                  | Abriss durch Sprengung 1995 |
| Paul-Nevermann-Platz 5                                                      | Hochhaus | 1963    | 78,00 m  | 53° 33′ 4,7″ N, 9° 56′ 7,8″ O    | |
| Jessenstraße 4                                                              | Hochhaus | 1975    | 78,00 m  | 53° 33′ 4,7″ N, 9° 56′ 43,4″ O   | |
| Hanseatic Trade Center Tower                                                | Hochhaus | 2002    | 77,00 m  | 53° 32′ 34,3″ N, 9° 59′ 3,5″ O   | |
| Reflektormast Hamburg-Billwerder                                            | abgespannter Stahlfachwerkmast | 1979    | 77,00 m  | 53° 31′ 5,5″ N, 10° 6′ 51,3″ O   | gegen Erde isoliert |
| Enercon E40 Windkraftanlagen Altengamme                                     | Windkraftanlage | 1997    | 76,15 m  | 53° 27′ 4,9″ N, 10° 15′ 26,3″ O  | Zahl: 3 Typ: Enercon E40, Leistung: 500 kW, Nabenhöhe: 56 m, Rotordurchmesser: 40,3 m |
| Dreieinigkeitskirche St. Georg                                              | Kirche | 1957    | 76,00 m  | 53° 33′ 22,7″ N, 10° 0′ 28,2″ O  | |
| Palmaille 35                                                                | Hochhaus |         | 75,00 m  | 53° 32′ 45″ N, 9° 56′ 26,1″ O    | |
| Channel Tower                                                               | Hochhaus | 2003    | 75,00 m  | 53° 27′ 47,2″ N, 9° 59′ 6,6″ O   | |
| Poppenturm                                                                  | Sendeturm | ?       | 75,00 m  | 53° 39′ 35,9″ N, 10° 4′ 49,8″ O  | |

- Karte mit allen Koordinaten:
- OSM |
- WikiMap